# Rock 'n' Roll Part 9
Albums de Les Wampas
Never Trust a Live!
(2004) Les Wampas sont la preuve que Dieu existe
(2009)
Rock 'n' Roll Part 9 est le 9e album du groupe de rock français Les Wampas, paru en mars 2006.
Comme son nom le laisse deviner, il s'agit du 9e album du groupe (le 11e si on compte les disques enregistrés en concerts).
Une édition limitée est augmentée du DVD Psychomovie, qui relate l'enregistrement de l'album.

## Liste des pistes
1. Christine (3:35)
2. Chirac en prison (2:55)
3. Danser sur U2 (2:58)
4. Quand j'étais psycho (1:23)
5. St RéMI (2:53)
6. Rimini (2:43)
7. Hélicoptère (3:17)
8. Patrick (2:47)
9. Tokyo Yaki (2:51)
10. Seul en Gaspésie (3:16)
11. Boogaloo (3:11)
12. Johnny (2:52)
13. Édimbourg (4:02)

Une édition suivante comporte aussi :
14. Faut voter pour nous (3:01), titre composé pour les éliminatoires français du concours Eurovision de la chanson 2007.

## Composition du groupe
- Didier Wampas (chant)
- Jean-Michel Lejoux (basse)
- Philippe Almosnino (guitare)
- Nicolas Shauer (batterie)

## Singles
Rock'n'Roll Part 9 a donné lieu à deux singles :
- Chirac en prison, qui contient les pistes suivantes :

1. Chirac en prison
2. Il y avait une vache
3. Manu Chao (live) (issu de Never Trust a Live!)

- Rimini, qui contient les pistes suivantes :

1. Rimini (hommage à Marco Pantani)
2. Les betteraves

Ce "single" comporte également le clip de Rimini.

## Anecdotes
Didier Wampas a enregistré une version en italien de Rimini qui est un hommage au cycliste Marco Pantani.